# Pape Paté Diouf
Pape Paté Diouf (født 4. april 1986 i Dakar) er en senegalesisk fodboldspiller, der spiller i Molde FK. 
Etter en imponerende 2011-sæson i den norske Tippeligaen for Molde FK, hvor Diouf scorede 12 mål i 14 kampe indgik han i juli 2011 en fireårig kontrakt med F.C. København. F.C. Københavns sportsdirektør Carsten Vagn Jensen betalte 18 millioner for angriberen. Diouf havde dog vanskeligt ved at opnå spilletid i FCK, hvorfor han for efteråret 2012 blev udlejet til sin tidligere klub Molde FK. Efter udløbet af lejeaftalen i Molde kom Diouf retur til FCK, der imidlertid indgik ny lejeaftale med Esbjerg fB for efterårssæsonen 2013. Efter udløbet af lejekontrakten i vinterpausen  2013/14 kom Diouf retur til FCK, hvor han dog ikke opnåede spilletid. Den 31. januar 2014 solgte FCK Diouf til Molde FK.